# Kanton Tomblaine
Kanton Tomblaine (fr. Canton de Tomblaine) byl francouzský kanton v departementu Meurthe-et-Moselle v regionu Lotrinsko. Tvořilo ho 12 obcí. Zrušen byl po reformě kantonů 2014.

## Obce kantonu
- Art-sur-Meurthe
- Buissoncourt
- Cerville
- Erbéviller-sur-Amezule
- Fléville-devant-Nancy
- Gellenoncourt
- Haraucourt
- Laneuveville-devant-Nancy
- Lenoncourt
- Réméréville
- Tomblaine
- Varangéville